# ویلیام شیرمن روآن
ویلیام شیرمن روآن (انگلیسی: William Rowan؛ ۱۸ ژوئن ۱۷۸۹ – ۲۶ سپتامبر ۱۸۷۹) او یک افسر ارتش بریتانیا بود. او در جنگ شبه جزیره و سپس جنگ صد روزه خدمت کرد، در نبرد واترلو جنگید و در حمله مهمی به رهبری سر جان کولبورن علیه گارد امپراتوری شرکت کرد، زمانی که زخمی شد. او بعداً در نقش جدید کولبورن به عنوان فرماندار کل موقت آمریکای شمالی بریتانیا در طول شورش‌های جنبش میهن‌پرستان در سال ۱۸۳۷، به کولبورن کمک کرد. روآن به عنوان فرمانده کل آمریکای شمالی به کانادا بازگشت و در این نقش، سخنرانی آشتی‌جویانه مهمی در پاسخ به آتش زدن ساختمان‌های پارلمان در مونترال توسط جمعیتی خشمگین در آوریل ۱۸۴۹ ایراد کرد.